# Гончаров, Фёдор Прокофьевич
Фёдор Прокофьевич Гончаров (4 [17] февраля 1904, Павловская, Кубанская область — сентябрь 1971, Павловская, Краснодарский край) — председатель колхоза «Комсомолец». Участник Великой Отечественной войны. Герой Социалистического Труда (1949).

## Биография
Родился 4 февраля 1904 года в станице Павловская (ныне Павловский район, Краснодарский край) в семье кузнеца. По национальности — русский. Окончил 4 класса в церковно-приходской школе и с 12 лет начал помогать отцу в кузнице.
В 1929 году вступил в колхоз «Путь хлебороба». Сначала работал кузнецом, затем занимал должность заведующего мастерской. С 1932 года по 1935 год работал в промартели «Труд металлистов». Затем вернулся в село, где работал кузнецом в колхозе «Комсомолец», окончил 7 классов. С 1937 года был председатель этого колхоза. Благодаря Фёдору Гончарову хозяйство, окрепло еще перед войной. Были построены: водонапорная башня, мельница, маслобойня, механизированный ток, силосные башни и племенная конеферма.
В 1942 году вступил в партизанский отряд «Степной». После освобождения Павловского района от захватчиков вновь был избран председателем колхоза, принимал активное участие в восстановлении разрушенного хозяйства. В хозяйстве внедрили метод безлесного, каркасного, литого строительства животноводческих корпусов и других зданий. Колхоз Гончарова, был первым в районе, внедрившим денежную оплату труда и организовавшим сбыт сельхозпродукции в Павловском районе, на Севере и в Сибири. В 1948 году колхоз, которым руководил Гончаров получил урожай пшеницы 34,8 центнера с гектара на общей площади 217,7 гектара. С 1947 года по 1951 год был депутатом Верховного Совета СССР 2-го созыва.
10 февраля 1949 года за получение высоких урожаев пшеницы при выполнении колхозом обязательных поставок и контрактации по всем видам сельскохозяйственной продукции, натуроплаты за работу МТС в 1948 году и обеспеченности семенами всех культур в размере полной потребности для весеннего сева 1949 года Фёдору Прокофьевичу Гончарову было присвоено звание Героя Социалистического Труда с вручением ордена Ленина и золотой медали «Серп и Молот».
Весной 1956 года был освобождён от должности председателя колхоза и исключен из КПСС, с формулировкой за недостатки в хозяйственной деятельности. Однако вскоре был восстановлен в партии и был назначен на должность директора мастерской по пошиву рабочей одежды. В 1958 году получил должность председателя райколхозстроя. Вскоре вышел на пенсию.
Проживал в родной станице, где и умер в сентябре 1971 года.

## Награды
- Герой Социалистического Труда (10 февраля 1949, орден Ленина — № 81113 и медаль «Серп и Молот» — № 1712)[1];
- Орден «Знак Почёта» (19 января 1944)[1];
- так же ряд медалей[1].